# Anita Bryant

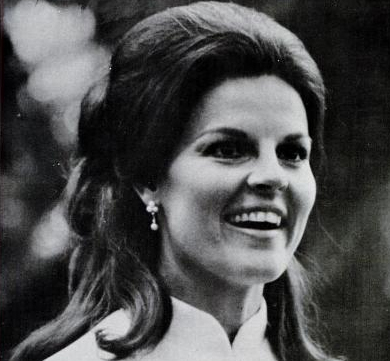
Anita Bryant, 1971

Anita Jane Bryant (* 25. März 1940 in Barnsdall, Oklahoma, USA; † 16. Dezember 2024 in Edmond, Oklahoma) war eine US-amerikanische Sängerin und politische Aktivistin. Sie wurde in den 1960er Jahren als Popsängerin und durch Werbespots für Orangensaft bekannt, später durch ihre kontroversen Kampagnen gegen die Rechte von Homosexuellen.

## Frühe Karriere und musikalischer Erfolg
Schon im Alter von zwei Jahren begann Bryant öffentlich zu singen. 1958 wurde sie zur Miss Oklahoma gekürt und belegte 1959 den dritten Platz im Schönheitswettbewerb Miss America. Danach wurde sie durch drei Popsongs bekannt: Till There Was You (1959), Paper Roses (1960) (13 Jahre später von Marie Osmond gecovert), sowie In My Little Corner of the World (1960).
1960 heiratete sie in Miami den DJ Bob Green. Aus dieser Ehe gingen vier Kinder hervor. 1969 wurde Bryant das Gesicht für die Florida Citrus Commission und warb landesweit im Fernsehen für Orangensaft mit den Slogans Come to the Florida Sunshine Tree und „Ein Tag ohne Orangensaft ist wie ein Tag ohne Sonnenschein“. Danach machte sie auch Werbung für Coca-Cola, Kraft Foods, Holiday Inn und Tupperware. Während der Beisetzung von Lyndon Johnson 1973 sang sie The Battle Hymn of the Republic und beim Super Bowl III (1969) die Nationalhymne.

## Kampagne gegen Lesben und Schwule

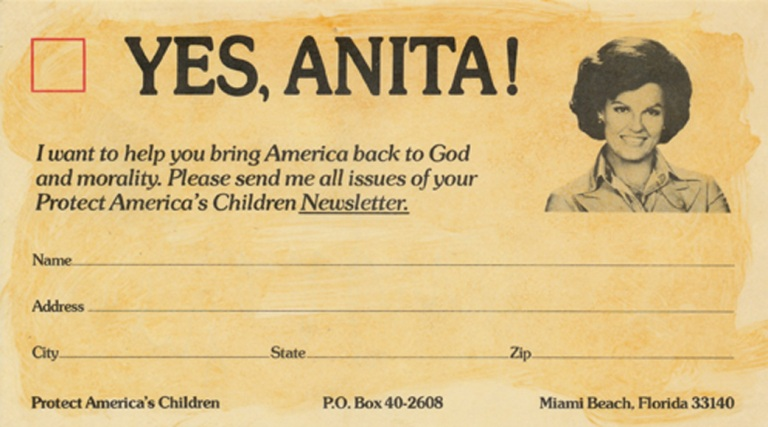
Werbekarte der Organisation Save Our Children zur Bestellung des Rundbriefes Protect America’s Children, 1977

1977 erließ Dade County in Florida eine Menschenrechtsverordnung, die eine Diskriminierung aufgrund der sexuellen Identität verbot. Bryant, ein Mitglied der Southern-Baptist-Kirche, initiierte eine Kampagne, die die Rücknahme der Verordnung zum Ziel hatte und eine breite Aufmerksamkeit fand. Die Kampagne basierte auf der religiösen Vorstellung, dass Homosexualität sündhaft sei, sowie einer angeblichen Bedrohung durch die „Rekrutierung von Kindern für Homosexualität“.
Die Besorgnis über die Rekrutierung von Kindern durch Homosexuelle war sogar namensgebend für Bryants politische Organisation: Save Our Children. Im Verlauf der Kampagne machte Bryant verschiedene Äußerungen wie z. B.: „Als Mutter weiß ich, dass Homosexuelle biologisch nicht in der Lage sind, Kinder zu erzeugen; deshalb müssen sie unsere Kinder rekrutieren“ und „Wenn Schwulen Rechte gegeben werden, werden wir als nächstes Rechte an Prostituierte und an Menschen, die mit Bernhardinern schlafen, sowie an Nagelbeißer geben müssen.“
Am 7. Juni 1977 führte Bryants Kampagne zu einem Abstimmungsergebnis von 69 % zu 31 % für die Rücknahme der Verordnung. Am folgenden Tag sagte Bryant:

“In victory, we shall not be vindictive. We shall continue to seek help and change for homosexuals, whose sick and sad values belie the word ‘gay’ which they pathetically use to cover their unhappy lives.”

„Im Sieg werden wir nicht rachsüchtig sein. Wir werden weiterhin danach suchen, Hilfe und Veränderung für Homosexuelle zu erreichen, deren kranke und traurige Werte das Wort ‚gay‘ [englisch: fröhlich] Lügen strafen, das sie in bemitleidenswerter Weise verwenden, um ihre unglückliche Lebensführung zu verdecken.“

Später erreichte Bryant auch, dass die Adoption durch Schwule und Lesben im Bundesstaat Florida verboten wurde. Auch anderswo in den USA führte sie Kampagnen an, um örtliche Antidiskriminierungsmaßnahmen aufzuheben. Im Dade County jedoch revidierte man 1998 die Konsequenz aus Bryants erfolgreicher Kampagne 20 Jahre zuvor und erließ erneut eine Verordnung zum Schutz von Menschen vor Diskriminierung wegen ihrer sexuellen Orientierung. Das Gesetz, das in Florida Schwulen und Lesben die Adoption verbot, blieb hingegen noch viele Jahre bestehen.

## Gegenreaktion und Konkurs

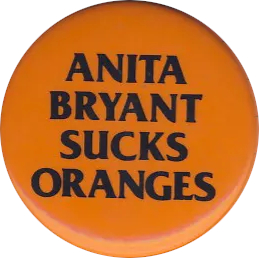
Anti-Bryant-Button: „Anita Bryant Sucks Oranges“ Er beruht auf einem Wortspiel: to suck heißt sowohl „nuckeln, saugen“ (die Orangen), als auch „echt Scheiße sein“

Bryants politischer Erfolg rüttelte ihre Gegner wach. Sie gehört zu den ersten Personen, die aus politischen Motiven „getortet“ wurden (1977 landete in Des Moines eine Torte in ihrem Gesicht). Schwule Aktivisten riefen zum Orangensaftboykott auf, woran sich auch viele Prominente wie Barbra Streisand, Bette Midler, John Waters und Jane Fonda öffentlich beteiligten.
Ihr politischer Aktivismus hatte verheerende Auswirkungen auf ihre Unterhaltungskarriere. Ihr Vertrag mit der Florida Citrus Commission wurde wegen der negativen Schlagzeilen, die ihre Kampagnen erzeugten, und der Boykottaktionen, die sich daraus ergaben, nicht erneuert.
1980 erfolgte die Scheidung von Bob Green. 1990 heiratete Bryant Charlie Hobson Dry. Zusammen mit ihrem neuen Ehemann versuchte sie mit einer Reihe kleinerer Auftritte ihre Karriere wieder aufleben zu lassen. Ein dauerhafter kommerzieller Erfolg blieb jedoch aus. 1997 meldeten sie in Arkansas und 2001 in Tennessee Bankrott an.

## Tod
Anita Bryant starb am 16. Dezember 2024 im Alter von 84 Jahren in Edmond (Oklahoma).

## Sonstiges
- Bryants Besuch in Flint kommt auch in Michael Moores Dokumentarfilm Roger & Me (1989) vor.
- In einer Folge der amerikanischen Sitcom Will & Grace machte man sich 2005 über sie lustig, indem angedeutet wurde, sie sei lesbisch oder bisexuell.
- Im Kinofilm Die unglaubliche Reise in einem verrückten Flugzeug (Originaltitel: Airplane!) sagt Leslie Nielsen in seiner Rolle als Dr. Rumack – nachdem Passagiere an einer Fischvergiftung erkrankt sind und sich übergeben mussten – den Satz: „Haven’t seen anything like this since the Anita Bryant concert“ (So etwas habe ich seit dem Anita-Bryant-Konzert nicht mehr gesehen). Da Anita Bryant außerhalb der USA keine große Bekanntheit erlangte, ist der Scherz über sie in der deutschen Synchronisation des Films nicht zu hören und wurde durch eine allgemeine Referenz auf die letzte Geburtstagsfeier von Dr. Rumack ersetzt.
- Der Sänger David Allan Coe schrieb einen Song  namens Fuck Aneta Briant [sic!], der in seinem Album Nothing Sacred  1978 erschien.
- Die Dead Kennedys veröffentlichten den Song Moral Majority auf ihrem Album In God We Trust, Inc. Dort beziehen sie sich auf Bryant und Phyllis Schlafly mit dem Refrain „God must be dead if you’re alive“.
- In der filmischen Biographie Milk über den durch ein Attentat getöteten Schwulenaktivisten Harvey Milk wird Anita Bryant immer wieder als Gegnerin der Bürgerrechtsbewegung für Schwulen- und Lesbenrechte genannt.
- In dem Film Torch Song Trilogy (deutsch Das Kuckucksei) sagt beim Kleiderkauf eine Dragqueen zur anderen „Das ist zu sehr Anita Bryant, die hab’ ich nicht drauf.“
- Bryants Enkelin Sarah Green gab 2021 ihre Homosexualität bekannt.[6]